# 賚路利披治
賚路利披治是加拿大的一家地產公司，旗下有逾670個門店及逾20,000名地產經紀。1913年7月2日成立於安大略省多倫多。1984年更為現名。

## 行政團隊
截至2024年5月，賚路利披治的領導層如下：
- 主席兼行政總監：Phil Soper
- 財務總監：Glen McMillan
- 營運總監：Carolyn Cheng
- 營運總監（公司經紀）：Karen Yolevski
- 高級副主席（業務發展）：Dominic St-Pierre
- 高級副主席（市場推廣及通訊）：Sandra Webb
- 副主席（網絡服務）：Yvonne Ratigan
- 執行董事（賚路利披治收容所基金）：Lisa Gibbs

## 外部連結
- Royal LePage Canada, corporate web-site
- Royal LePage PRG Real Estate, corporate web-site